# Gjønnes Medal in Electron Crystallography
Die Gjønnes Medal in Electron Crystallography (zu Deutsch: Gjønnes-Medaille für Elektronenkristallographie) ist eine Auszeichnung im Bereich der Kristallographie. Es werden herausragende Beiträge im Bereich der Elektronenkristallographie gewürdigt.
Der Preis wurde nach dem ersten Preisträger Jon Gjønnes im Jahre 2008 benannt und wird von der International Union of Crystallography vergeben.

## Bisherige Preisträger
- 2008 Jon Gjønnes
- 2011 Archibald Howie und Michael John Whelan
- 2014 Michiyoshi Tanaka und John Steeds
- 2017 Nigel Unwin und Richard Henderson
- 2020 Sven Hovmöller und Ute Kolb
- 2023 Jian-Min Zuo[1]